# 알람브라 칙령

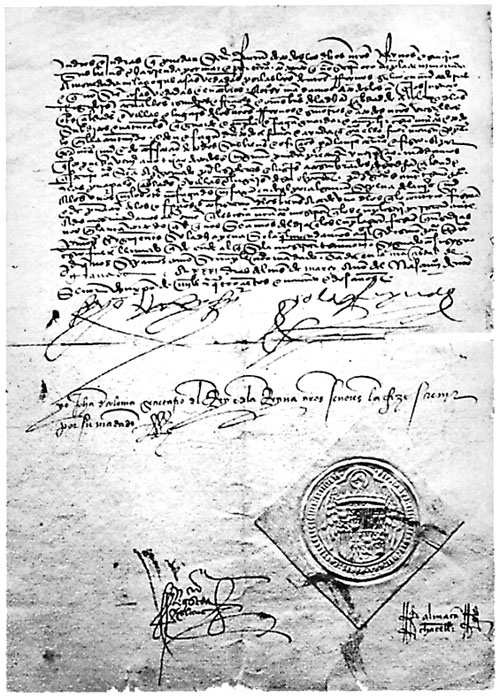
조인된 칙령의 복사본

알람브라 칙령은 1492년 3월 31일 조인된 칙령으로서 유대인의 추방을 골자로 하고 있다. 당시 카스티야의 이사벨라 1세, 아라곤의 페르디난드 2세가 합작하여 발표한 조약으로 유대인들을 7월 31일까지 추방하도록 했다.
8세기부터 이슬람 세력의 침략이 시작되면서 이베리아 반도 대부분이 점령당하는 상황이 초래된다. 이에 따라 유대인들의 세력도 확장되는 한편 로마 제국 시대에 건너온 유대인들은 더욱 부를 누리며 ‘지식을 가진 자들’로 여겨지며 특권을 누렸다. 이베리아의 로마 가톨릭 박해가 그라나다와 코르도바 등 남부지역을 중심으로 일어났다. 그러나 유대인들은 이를 방관하거나 과거 자신들이 겪은 박해의 앙갚음을 위해 간접 지원을 하기도 했다. 이에 따라 이슬람 군주들은 유대인의 이민과 무역 활동을 더욱 장려하게 된다. 그러나 이슬람 왕조의 세력이 기울면서 유대인의 거주 환경은 갈수록 악화된다.
레콘키스타는 이슬람 세력의 점차적인 멸망을 드러내고 있으며 후에는 가톨릭 국가로 공인된다. 14세기에 이르러 스페인, 포르투갈 전체가 무어인의 영향에서 벗어났다.
이에 따라 유대인들에 대한 통제 행위는 더욱 높아져 많은 유대인들이 이슬람 국가나 무슬림이 거주하는 지역으로 이주하기 시작한다. 일부는 가톨릭으로 개종하면서 ‘새로운 가톨릭 신도’라는 별칭을 얻게 됐다. 개종이 처음 일어났을 즈음에는 문화 차이를 극복할 좋은 방안으로 여겨지면서 많은 가정들이 이를 택하고 부를 누렸다. 그러나 결국 왕실과 교회의 눈밖에 나면서 노력은 수포로 돌아간다. 사실상 거의 대부분의 왕권세력은 유대인 자체를 의심의 대상으로 삼았다.

## 이사벨라와 페르난도
유대인에 대한 적개심은 가톨릭 군주였던 아라곤의 페르난도 2세와 카스티야의 이사벨라와의 결혼(1469)으로 정점에 달한다. 10년 후 두 지방이 스페인 왕국으로 완전이 통합되면서 단독 왕국으로 성장하자 근대 스페인이 등장하게 된 것이다.
두 군주는 유대인에 대한 감시를 놓지 않았으며 왕실 산하에 특별 조사기구를 만들어 정치적으로 이를 이용하기 위해 계획을 세웠다. 대표적인 것으로는 개종했다고 선언한 유대인들 사이로 유대인 첩자를 보내 실제 행동이나 모습을 관찰해 보고하게 하는 것이었다. 조사 후 12년 동안 수천명의 유대인이 개종에도 불구하고 처형됐다. 그 숫자는 여전히 불확실하다.
1492년 그라나다에 머물던 이슬람 세력이 완전히 붕괴되자 해당 지역에 잔존하던 이슬람 세력의 유산과 풍습을 없애기 위해 유대인들을 제거하는 것은 두 군주가 반드시 해야 할 과제였다.

## 칙령
알람브라 칙령은 그라나다 정복이 이뤄진 지 3개월도 되지 않아 일어났다. 칙령에서 명시한 유대인들의 죄는 "신성한 가톨릭 교리를 무너뜨리고 신앙 깊은 교도들을 무너뜨리려 시도"했다는 것이었다. 일부 유대인들은 단 4개월 만에 떠날 것을 강요받거나 개종을 명령 받았다. 당시 스페인 인구 700만 명 중에서 유대인은 수십만 명 정도였지만, 도시 인구의 약 3분의 1을 차지했다. 에스파냐는 유대인의 재산권 보호를 위해 칙령에 "유대인의 모든 재산권을 인정하고 보호하며, 동산과 부동산을 자유롭게 처분해 국외로 반출할 권리를 부여한다"고 명시했다. 하지만 단서 조항으로 "금과 은, 화폐의 반출을 비롯해 국가가 정하는 품목을 금지한다"고 하면서 겉으로만 재산의 반출을 허용했을 뿐 실제로는 금지시켰다. 명시한 기한까지 명령에 따르지 않으면 무조건 처형됐으며 유대인을 숨겨준 사람들로부터 모든 재산을 압류했다. 추방의 결과로 스페인계 유대인은 마그레브 지역으로 대부분 이주하거나 산발적으로 흩여졌다. 남동부 유럽으로 안전한 생활을 찾아 이주한 자도 다수였으며 이미 존재하던 동부 유럽계 유대인 공동체에 흡수됐다.
학자들에 따라 얼마나 많은 유대인들이 칙령때문에 고향을 버리고 떠났는지에 대해서 의견이 분분하다. 13만에서 최대 80만까지 보는 학자도 있다. 절반 이상이 포르투갈로 이주했으나 유대인들의 상술과 지식을 높게 산 포르투갈 왕실에 따라 유대인 공동체가 살아남을 수 있었다. 그러나 모두가 계속 신앙을 유지하지는 못했다.

## 같이 보기
- 스파라드 유대인